# Command & Conquer: Yuri’s Revenge
Command & Conquer: Yuri’s Revenge (с англ. — «Месть Юрия») — компьютерная игра в жанре стратегии в реальном времени, дополнение к Command & Conquer: Red Alert 2, выпущенное компанией Westwood Studios 28 сентября 2001 года и состоящий из двух кампаний, в каждую из которых входит 7 миссий.

## Игровой процесс
Yuri’s Revenge представляет новые юниты и постройки союзников и СССР. В игре представлен советский эквивалент Тани Адамс — герой Борис, способный вызывать авиаудары истребителей «МиГ» и легко расправляться как с пехотой, так и с бронетехникой с помощью АКМ. Пополнилась и советская авиация — за счёт появления нового осадного вертолёта (Siege Chopper Gunship), атакующего противника как с воздуха, так и с земли. В воздушном бою советский штурмовой вертолёт использует относительно слабый против бронетехники передний пулемёт и зданий пулемёт, весьма опасный для пехоты и особенно для ракетчиков союзников. Приземлившись, этот вертолёт стреляет из дальнобойного артиллерийского орудия, особенно эффективного против зданий и пехоты. Список оборонительных построек пополнился боевым бункером, способным, подобно гражданским зданиям, принимать пятерых пехотинцев. Советскому Союзу был предоставлен также индустриальный завод, делающий всю технику дешевле на 25 % и сокращающий время её постройки на 25 %. Наконец, из Red Alert возвращается разведывательный самолёт, однако теперь в его роли используется не самолёт типа МиГ, а Ил-4. С другой стороны, советские вооружённые силы больше не располагают центром клонирования, пси-маяком и отрядом Юрий, так как они используются армией Юрия.
Союзнические силы в игре пополнились гвардейцами GI (Guardian GI) — укреплённой версией стандартизованной западной пехоты, которая может использоваться против воздушных отрядов, танков (в окопанном виде) и пехоты. В крупных группах эти пехотинцы могут быть полезны против техники врага. В армиях западных союзников появляются передвижные крепости (Battle Fortress) — огромные, чрезвычайно тяжёлые и тихоходные бронетранспортёры с очень мощной бронёй, способные давить стены и любую передвижную наземную технику, даже танки «Апокалипсис». В них размещается до пяти пехотинцев, которые могут вести бой из этих крепостей. Ещё одно нововведение союзников — «Танк-робот», единственный вид бронетехники, не предрасположенный к психическому контролю Юрия. Танк-робот слабее, чем штурмовой танк «Гризли», зато он преодолевает любые водные преграды. Однако, работоспособность таких автоматизированных боевых единиц требует наличия Центра управления роботами. В случае уничтожения этого центра или нехватки электричества, роботы отключаются, оставаясь абсолютно беззащитными.
Юниты и постройки армии Юрия в основном уникальны (без аналогов у СССР или Союзников) и, главным образом, представляют собой технологии психического контроля: «Юрий», «Клоны Юрия», «Вдохновители», «Роботы хаоса», «Пси-башни», «Пси-радары», «Пси-доминатор». Также Юрий впервые в серии Red Alert использует технологии генной инженерии («Брут», «Генетический мутатор»), вирусологии («Вирус», «Радиатор»), биотехнологии («Биореактор»), клонирования («Центр клонирования», «Клоны Юрия»), магнитные технологии («Магнетрон») и другие.
В мультиплеере игрок может управлять самим Юрием («Юрий») и даже не одним («Клоны Юрия»). Помимо всего прочего, в Yuri’s Revenge каждый вид юнитов имеет собственное звуковое озвучивание и собственные фразы.

## Сюжет
В Red Alert 2 Юрий выступал в качестве советника советского премьер-министра Александра Романова, однако, как потом оказалось, именно он являлся инициатором советского нападения на США и вынашивал собственные планы завоевания мирового господства, манипулируя восточным и западным блоками, как пешками. В предпоследней миссии советской кампании («Красная революция») Юрий предал Советский Союз и захватил Кремль (по заявлению Юрия, Романов был убит генералом Владимиром, однако, скорее всего, Юрий попросту убедил в этом Романова перед смертью, контролируя его разум), однако вскоре был разбит советскими войсками, использующими ядерное оружие.
В дополнении Юрий возглавляет собственную армию, для борьбы с которой объединяются даже такие старые враги, как СССР и США. Армия Юрия использует отличные от традиционных технологий, в частности, технологии психического контроля и генной инженерии (в том числе клонирование). Юрий построил по всему миру сеть «пси-доминаторов» — устройств для контроля разума. С их помощью Юрий превращает людей в бездушных рабов. В последний момент перед активацией всех пси-доминаторов президент США Майкл Дуган приказывает нанести авиаудар по пси-доминатору на острове Алькатрас в Сан-Франциско, тем самым спасая армию Соединённых Штатов от захвата Юрием. Хотя авиаудар всего лишь наносит повреждения расположенному на острове реактору, у сил Юрия недостаточно энергии, чтобы активизировать пси-доминатор в Сан-Франциско, и он вводит действие лишь два крупных его аналога — в Антарктике и Египте. Однако союзники (в кампании союзников) и Советы (в советской кампании) получают уникальный шанс совершить путешествие во времени с помощью машины времени, изобретённой Альбертом Эйнштейном. В результате возвращения оперативной группы во время советского вторжения на западное побережье США планы Юрия расстроены, и создание пси-доминатора сорвано. Затем следуют альтернативные версии хода событий в советской и союзнической кампании.
Сюжет дополнения идёт параллельно с сюжетной линией оригинального Red Alert 2, преимущественно фокусируясь на борьбе с Юрием, а не на основной войне, которая ведётся остальной частью вооружённых сил, не занятых охотой на Юрия. Кроме того, в советской и союзнической кампаниях чётко прослеживается определённый параллелизм (например, действия четвёртой миссии обеих кампаний происходит в пустынной Африке, а пятой — в Океании). Игроку не предоставляется кампания Юрия (несмотря на наличие в файлах игры следов аудио-брифингов перед миссиями за кампанию Юрия), однако за армию Юрия можно играть в вариантах многопользовательской игры или одиночного режима.
Обе кампании, союзническая и советская, предоставляют игроку возможность переместиться назад во времени, к моменту советского вторжения в США, используя машину времени, изобретённую Альбертом Эйнштейном. Благодаря этому появится возможность остановить Юрия ещё до постройки и включения пси-доминаторов. Сражения будут проходить в таких местах, как Сан-Франциско, Голливуд (кампания союзников), Земля времён динозавров и Луна (советская кампания).

### Кампания союзников
Кампания союзников начинается в Сан-Франциско, где самолёты ВВС США успели повредить ядерный реактор Юрия. Игрок должен отбить нападение войск Юрия на свою базу и захватить несколько электростанций, которые дадут энергию для запуска машины времени, в то же время не давая войскам Юрия сделать это для включения пси-доминатора. В этом ему помогает специальный агент Таня. Затем игрок возвращается к первому советскому вторжению в Сан-Франциско и препятствует строительству пси-доминатора на острове Алькатрас.
Во второй миссии игрок отправляется в Лос-Анджелес, где Юрий успел построить и запустить пси-доминатор. Большая часть населения Голливуда уже попала под его действие и добровольно идёт в «Дробилки» (англ. Grinder) , где из них извлекают органы для дальнейших генетических экспериментов. Игрок должен разрушить все «Дробилки», а затем и сам пси-доминатор. В этом ему помогут несколько киногероев — персонажи Клинта Иствуда, Сильвестра Сталлоне и Арнольда Шварценеггера.
Третья миссия начинается в Сиэтле, где Юрий для получения средств и технологий шантажирует руководителей крупнейших высокотехнологичных корпораций, в частности MassiveSoft (пародия на реальный Microsoft). Игрок с помощью устройства управления погодой должен уничтожить пусковую установку ядерных ракет. В этой миссии игрок получает в своё распоряжение отряды британских снайперов.
Командование армии США узнаёт, что Юрий захватил Эйнштейна и держит его в египетской пустыне. В этой миссии игрок получает в своё распоряжение Таню и немецкие истребители танков. Основную задачу по освобождению учёного выполняет специальный агент, а строительство базы является лишь отвлекающим манёвром. Таня должна переплыть реку, взрывом бочки пробить забор вокруг пирамиды и уничтожить биореакторы. После того, как она выведет учёного и посадит в прилетевший вертолёт, игрок получает управление над пси-доминатором (если тот не был уничтожен ранее), с помощью которого захватывает 9 танков, стоящих в центре вражеской базы, которую потом надо будет уничтожить.
В пятой миссии игрок должен уничтожить несколько центров клонирования в Сиднее. В этом ему помогут корейские самолёты, а основным препятствием станут субмарины Юрия, способные по морю зайти в тыл и уничтожить большую часть базы.
Руководители США и СССР решают начать в Лондоне переговоры, дабы подписать мирный договор и объединить все силы против Юрия, однако тому удаётся узнать место и время встречи (взяв под свой контроль Еву). В шестой миссии игрок при поддержке британских снайперов должен любой ценой защитить здание парламента, разрушение которого будет означать провал миссии. После того, как штурм войсками Юрия здания парламента будет отбит и стороны договорятся, игрок получит в своё распоряжение несколько советских кораблей, с помощью которых нужно будет уничтожить базу Юрия, обнаруженную на побережье Темзы.
Союзникам удалось засечь телепатический сигнал, исходящий из Антарктиды. Силами союзного десанта игрок должен восстановить старую советскую базу и построить радар для обнаружения координат базы Юрия. После этого игроку нужно будет построить американскую базу и объединёнными силами сокрушить логово Юрия.
После победы Юрия сажают в пси-изолятор (последнее изобретение Эйнштейна). Генерал Карвилл поздравит игрока, а тем временем начнётся соединение временных линий. Дальше всё происходит как в начальном ролике — президент нервно заходит в кабинет на пресс-конференцию с Евой, но на экране вместо Юрия появляется… Карвилл. Затем Таня на фоне вертолётов появляется в чёрном вечернем платье, приглашая игрока на президентский праздничный банкет, чуть позже появляется Ева в более шикарном белом и тоже приглашает игрока. Таня в ответ на это интересуется у Эйнштейна, работает ли ещё его машина времени и просит перенести себя «на пару часиков назад».

### Кампания за СССР
Первые приказы игроку в советской кампании будут поступать от заключённого в тюрьму премьера Романова, связь с которым установит лейтенант София. Кроме устранения угрозы пси-доминаторов и устранения предателя Юрия, игроку предстоит захватить машину времени и гарантировать победу Советского Союза в войне против союзников.
В первой миссии игрок отправляется в Сан-Франциско, где самолёты ВВС США успели повредить ядерный реактор Юрия. С помощью Бориса игрок должен разрушить американскую базу, чтобы захватить машину времени и несколько электростанций для её питания. Однако первый запуск оказывается неудачным — игрок попадает в меловой период, ему необходимо сдерживать тираннозавров до тех пор, пока машина времени не перезарядится. После этого игрок наконец-то возвращается к первому советскому вторжению в Сан-Франциско и препятствует строительству пси-доминатора на острове Алькатрас.
После успешного выполнения первой миссии вернувшиеся в прошлое советские офицеры информируют Романова о предстоящей измене Юрия и вторжении союзников. Премьер отправляет часть советских сил в Германию на уничтожение лаборатории Эйнштейна, в которой ведётся работа над Хроносферой.
Однако Юрию удаётся сбежать. К тому же он уже построил пси-доминатор в Лондоне и захватил под контроль расположенную там армию союзников. В третьей миссии игрок с помощью Бориса должен разрушить пси-усилитель, установленный в центре базы союзников. После этого на связь выходит специальный агент Таня, которой американское командование поручило то же самое, и предлагает объединить усилия против общего врага. Используя обе базы и обоих героев игрок разрушает базу Юрия.
Юрию удаётся сбить самолёт премьера Романова над ливийской пустыней, однако самому премьеру удаётся катапультироваться. В четвёртой миссии игрок должен найти Романова (который весьма неплохо проводит время в одном увеселительном заведении) и доставить его в аэропорт. А для этого нужно разрушить базу Юрия, расположенную возле этого аэропорта. В этой миссии в распоряжение игрока поступают ливийские грузовики-камикадзе и супероружие «Железный занавес».
Прибыв в Кремль, Романов отдаёт новые распоряжения по уничтожению подводного флота ядерных субмарин, над которым Юрий начал работу на одном из безымянных островов Тихого океана. После уничтожения вражеской базы выясняется, что на ней находится космическая ракета для полёта на Луну.
В шестой миссии игрок отправляется на Луну, где, используя ограниченные силы, должен уничтожить три вражеские базы, одна из которых является командным центром Юрия, тем самым лишив Юрия убежища.
Премьер Романов поздравляет игрока со вступлением в ряды космонавтов и приказывает уничтожить последний оплот Юрия в Трансильвании. Выполнение седьмой миссии осложняет наличие двух баз — американской и советской. С помощью пси-доминатора Юрий взял их под свой контроль и атакует игрока, комбинируя подчинённые войска различными способами.
В финальном ролике показано, что Юрий пытается использовать найденную в Сан-Франциско машину времени, однако лейтенант София перехватывает управление на себя. Задействовав всю оставшуюся энергию машины, она отправляет Юрия в эпоху динозавров, где его убивает тираннозавр. Далее Советы символично маршируют по Нью-Йорку около фондовой биржи, что означает о мировом господстве Красной Армии. Затем СССР запускает космическую станцию и благодарит Романова и игрока.

## Саундтрек
Фрэнк Клепаки написал для дополнения новые композиции, однако официально они нигде не издавались.
Вся музыка написана Фрэнком Клепаки.
| №   | Название          | Длительность |
| --- | ----------------- | ------------ |
| 1.  | «Drok»            | 2:36         |
| 2.  | «Bully Kit»       | 4:15         |
| 3.  | «Brain Freeze»    | 4:01         |
| 4.  | «Defend the Base» | 4:26         |
| 5.  | «Phat Attack»     | 3:54         |
| 6.  | «Tactics»         | 4:59         |
| 7.  | «Trance L. Vania» | 3:28         |
| 8.  | «Deceiver»        | 3:58         |
| 9.  | «Credits»         | 1:50         |
| 10. | «Score»           | 1:50         |

## Критика
| Сводный рейтинг | Сводный рейтинг |
| Агрегатор       | Оценка          |
| --------------- | --------------- |
| GameRankings    | 85,08 %         |
| Metacritic      | 86/100          |

Дополнение Yuri’s Revenge получило положительные отзывы, средние оценки составили 85 % на GameRankings и 86 % на Metacritic. IGN присудило Yuri’s Revenge 8,6 балла из 10, отметив, что «дополнение дало отличной игре весьма впечатляющие улучшения», однако отметило отсутствие кампании за армию Юрия в качестве недостатка.
Редакторы PC Gamer US назвали Yuri’s Revenge лучшим дополнением 2001 года, наравне с Baldur's Gate II: Throne of Bhaal.